# Sainte-Colombe-la-Commanderie
Pour les articles homonymes, voir Sainte-Colombe.
Ne doit pas être confondu avec Sainte-Colombe-de-la-Commanderie.
Sainte-Colombe-la-Commanderie est une commune française située dans le département de l'Eure, en région Normandie. La commune était anciennement nommée Sainte-Colombe-la-Campagne.

## Géographie

### Localisation
Sainte-Colombe-la-Commanderie est une commune du Centre du département de l'Eure située au cœur de la région naturelle de la campagne du Neubourg. Celle-ci se caractérise par un paysage plat et ouvert, dit en openfield, c'est-à-dire composé de grandes étendues de cultures.
| Le Tremblay-Omonville | Crosville-la-Vieille          | Saint-Aubin-d'Écrosville |
| Combon                | Sainte-Colombe-la-Commanderie | Graveron-Sémerville      |
|                       | Le Tilleul-Lambert            | Graveron-Sémerville      |

### Hydrographie
La commune est située dans le bassin Seine-Normandie. Elle n'est drainée par aucun cours d'eau,. Néanmoins deux plans d'eau sont présents sur le territoire communal : la mare Ibert (0,05 ha) et la mare Ode (0,06 ha),.

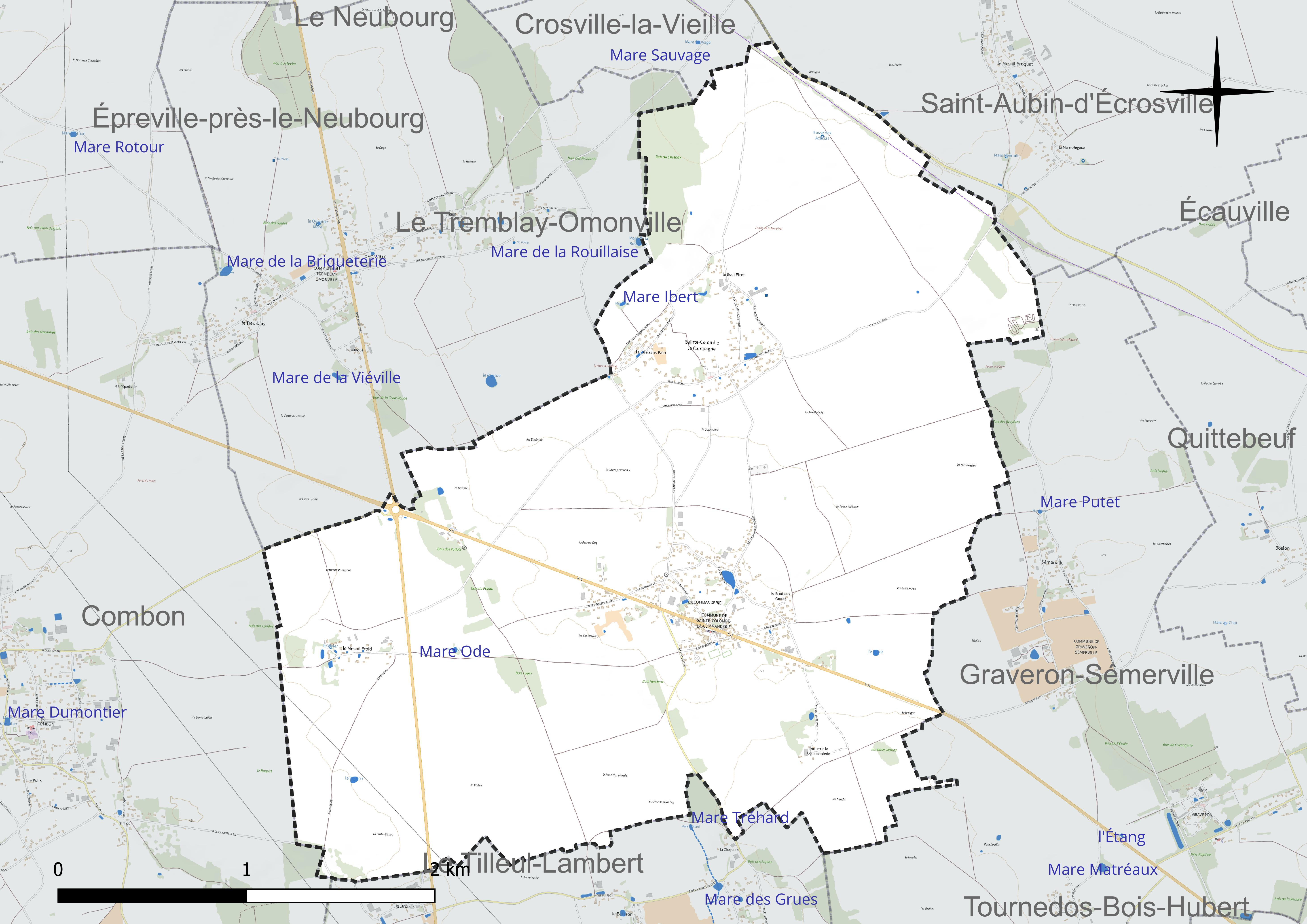
Réseau hydrographique de Sainte-Colombe-la-Commanderie.

### Climat
Pour des articles plus généraux, voir Climat de la Normandie et Climat de l'Eure.
En 2010, le climat de la commune est de type climat océanique dégradé des plaines du Centre et du Nord, selon une étude du CNRS s'appuyant sur une série de données couvrant la période 1971-2000. En 2020, Météo-France publie une typologie des climats de la France métropolitaine dans laquelle la commune est exposée à un climat océanique et est dans la région climatique  Côtes de la Manche orientale, caractérisée par un faible ensoleillement (1 550 h/an) ; forte humidité de l’air (plus de 20 h/jour avec humidité relative > 80 % en hiver), vents forts fréquents. Parallèlement le GIEC normand, un groupe régional d’experts sur le climat, différencie quant à lui, dans une étude de 2020, trois grands types de climats pour la région Normandie, nuancés à une échelle plus fine par les facteurs géographiques locaux. La commune est, selon ce zonage, exposée à un « climat des plateaux abrités », correspondant aux plaines agricoles de l’Eure, avec une pluviométrie beaucoup plus faible que dans la plaine de Caen en raison du double effet d’abri provoqué par les collines du Bocage normand et par celles qui s’étendent sur un axe du Pays d'Auge au Perche.
Pour la période 1971-2000, la température annuelle moyenne est de 10,4 °C, avec une amplitude thermique annuelle de 13,8 °C. Le cumul annuel moyen de précipitations est de 717 mm, avec 11,5 jours de précipitations en janvier et 8,2 jours en juillet. Pour la période 1991-2020, la température moyenne annuelle observée sur la station météorologique la plus proche, située sur la commune de Brionne à 19 km à vol d'oiseau, est de 11,5 °C et le cumul annuel moyen de précipitations est de 791,7 mm,. Pour l'avenir, les paramètres climatiques de la commune estimés pour 2050 selon différents scénarios d’émission de gaz à effet de serre sont consultables sur un site dédié publié par Météo-France en novembre 2022.

## Urbanisme

### Typologie
Au 1er janvier 2024, Sainte-Colombe-la-Commanderie est catégorisée commune rurale à habitat dispersé, selon la nouvelle grille communale de densité à 7 niveaux définie par l'Insee en 2022. Elle est située hors unité urbaine. Par ailleurs la commune fait partie de l'aire d'attraction d'Évreux, dont elle est une commune de la couronne,. Cette aire, qui regroupe 108 communes, est catégorisée dans les aires de 50 000 à moins de 200 000 habitants,.

### Occupation des sols
L'occupation des sols de la commune, telle qu'elle ressort de la base de données européenne d’occupation biophysique des sols Corine Land Cover (CLC), est marquée par l'importance des territoires agricoles (91,8 % en 2018), en diminution par rapport à 1990 (94,7 %). La répartition détaillée en 2018 est la suivante : terres arables (87,2 %), zones urbanisées (6,5 %), zones agricoles hétérogènes (4,6 %), forêts (1,7 %), cultures permanentes (0,1 %). L'évolution de l’occupation des sols de la commune et de ses infrastructures peut être observée sur les différentes représentations cartographiques du territoire : la carte de Cassini (XVIIIe siècle), la carte d'état-major (1820-1866) et les cartes ou photos aériennes de l'IGN pour la période actuelle (1950 à aujourd'hui).

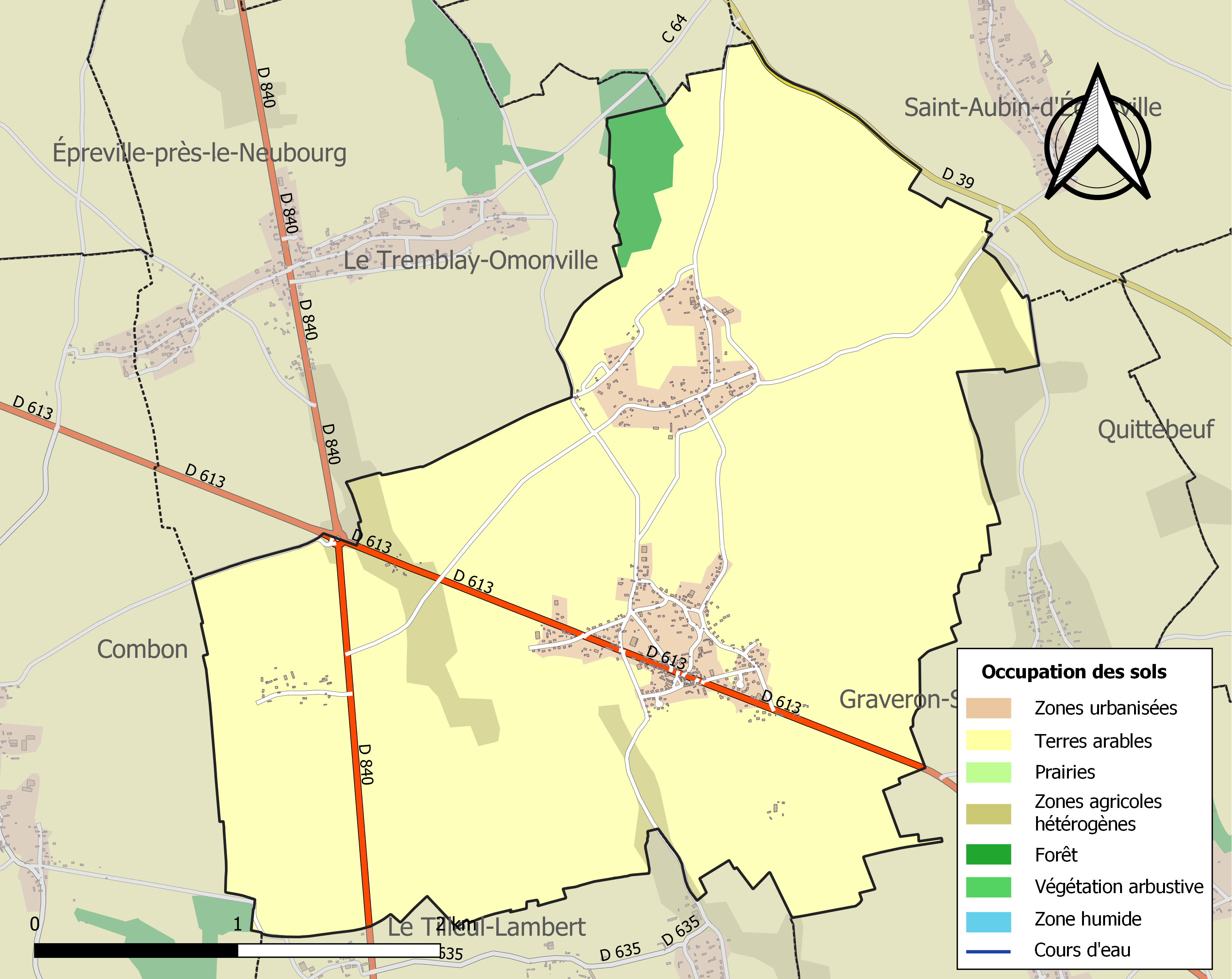
Carte des infrastructures et de l'occupation des sols de la commune en 2018 (CLC).

## Toponymie
L'hagiotoponyme de la localité est attesté sous la forme Sancta Columba en 1216. On retrouve par la suite les noms Sainte-Coulonbie et Saincte-Coulombe en 1473, puis Sainte-Coullombe en 1700, Sainte-Colombe-la-Campagne en 1801, Sainte-Colombe-la-Commanderie en 1968.
Sainte-Colombe tient son nom de Sancta Columba, vierge et martyre à Sens au IIIe siècle.
Le déterminant la commanderie est le nom du hameau où se trouvait le siège de la commanderie de Saint-Étienne-de-Renneville.

## Histoire
- 1150 : fondation de la commanderie templière de Saint-Étienne-de-Renneville, par Richard d'Harcourt (v. 1085-1162), seigneur de Renneville.
- Présence d'un relais de diligences. La commanderie était sous l'Ancien Régime un relais pour les diligences sur la route Caen-Paris[22].
- Le 6 janvier 1969, Sainte-Colombe-la-Campagne est devenue Sainte-Colombe-la-Commanderie.

## Politique et administration
| Période   | Période   | Identité     | Étiquette | Qualité    |
| --------- | --------- | ------------ | --------- | ---------- |
| mars 2001 | mars 2008 | Rémy Guérard |           |            |
| mars 2008 | En cours  | Alain Hébert | SE        | Commerçant |

## Démographie
L'évolution du nombre d'habitants est connue à travers les recensements de la population effectués dans la commune depuis 1793. Pour les communes de moins de 10 000 habitants, une enquête de recensement portant sur toute la population est réalisée tous les cinq ans, les populations de référence des années intermédiaires étant quant à elles estimées par interpolation ou extrapolation. Pour la commune, le premier recensement exhaustif entrant dans le cadre du nouveau dispositif a été réalisé en 2007.

En 2022, la commune comptait 854 habitants, en évolution de +2,28 % par rapport à 2016 (Eure : −0,25 %, France hors Mayotte : +2,11 %).
| 1793 | 1800 | 1806 | 1821 | 1831 | 1836 | 1841 | 1846 | 1851 |
| ---- | ---- | ---- | ---- | ---- | ---- | ---- | ---- | ---- |
| 630  | 619  | 711  | 635  | 708  | 769  | 724  | 769  | 711  |

| 1856 | 1861 | 1866 | 1872 | 1876 | 1881 | 1886 | 1891 | 1896 |
| ---- | ---- | ---- | ---- | ---- | ---- | ---- | ---- | ---- |
| 631  | 566  | 532  | 502  | 503  | 482  | 421  | 428  | 408  |

| 1901 | 1906 | 1911 | 1921 | 1926 | 1931 | 1936 | 1946 | 1954 |
| ---- | ---- | ---- | ---- | ---- | ---- | ---- | ---- | ---- |
| 364  | 337  | 342  | 309  | 304  | 286  | 286  | 329  | 331  |

| 1962 | 1968 | 1975 | 1982 | 1990 | 1999 | 2006 | 2007 | 2012 |
| ---- | ---- | ---- | ---- | ---- | ---- | ---- | ---- | ---- |
| 343  | 345  | 441  | 498  | 546  | 588  | 639  | 646  | 758  |

| 2017 | 2022 | - | - | - | - | - | - | - |
| ---- | ---- | - | - | - | - | - | - | - |
| 848  | 854  | - | - | - | - | - | - | - |

## Économie
- Pâturages.
- Élevage bovin.

## Culture locale et patrimoine

### Lieux et monuments
- Grange dîmière aux armes de Philippe de Mailly.
- Ancienne commanderie de Saint-Étienne-de-Renneville[26] partiellement inscrite au titre des monuments historiques par arrêté du 23 octobre 1992[27].
- Ancien four à pain.
- Maison du XVe siècle.
- Ancien relais de poste.
- Ancien presbytère.
- Portail de ferme.
- Église Sainte-Colombe des XVIe et XVIIIe siècles.
- Calvaire.

Commanderie de Saint-Étienne-de-Renneville
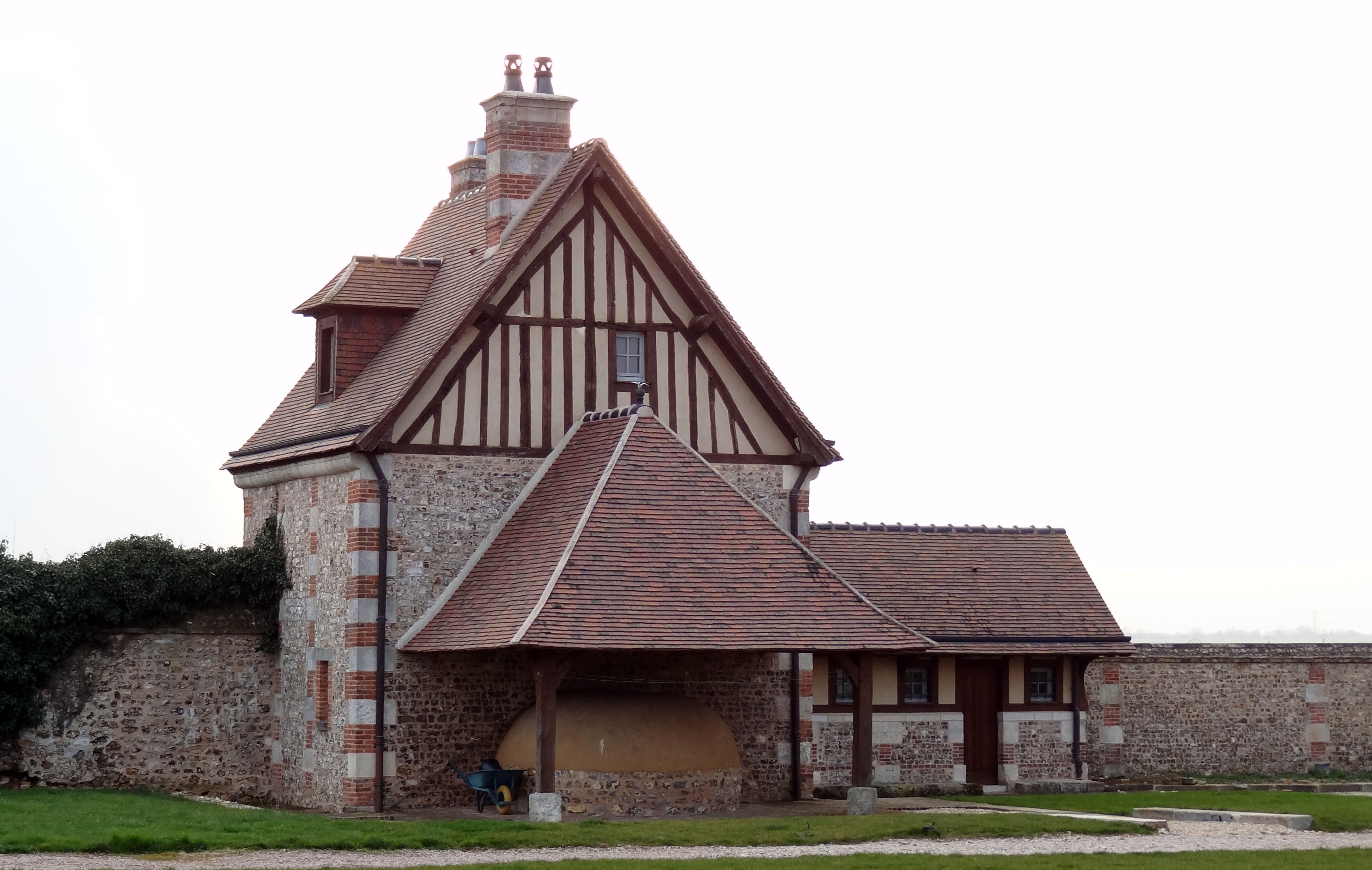
Le fournil.
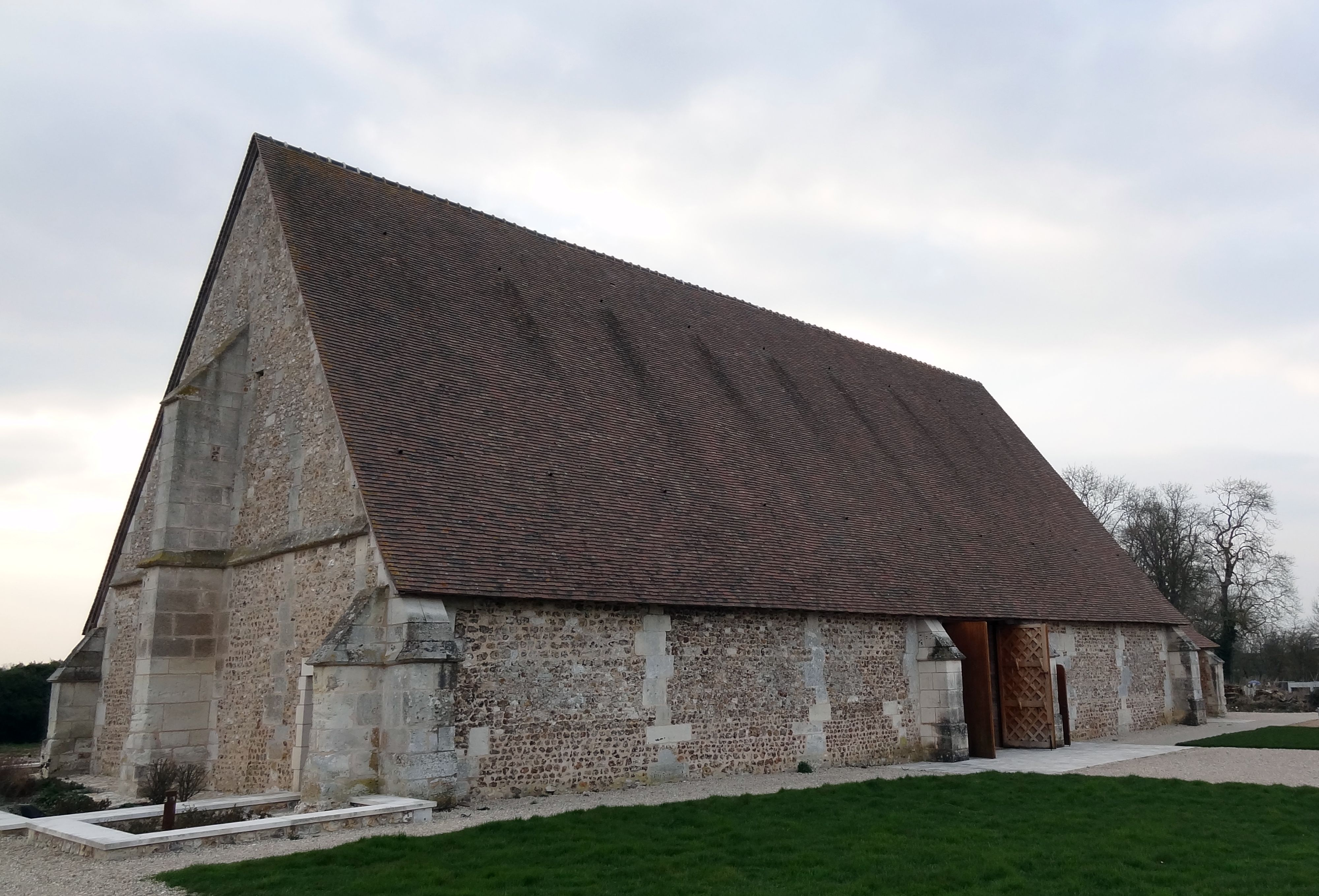
La grange à blé.
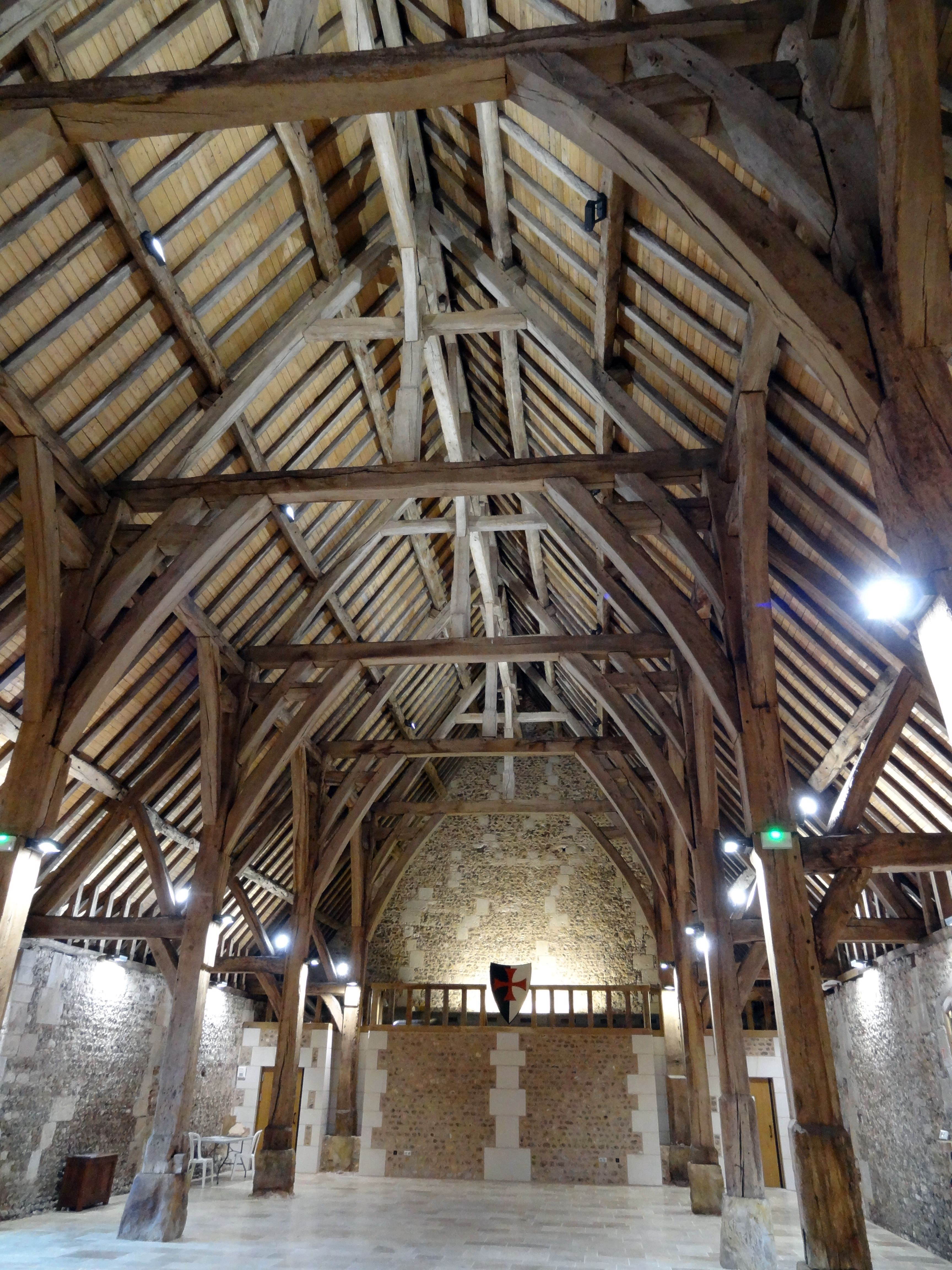
L'intérieur de la grange à blé.
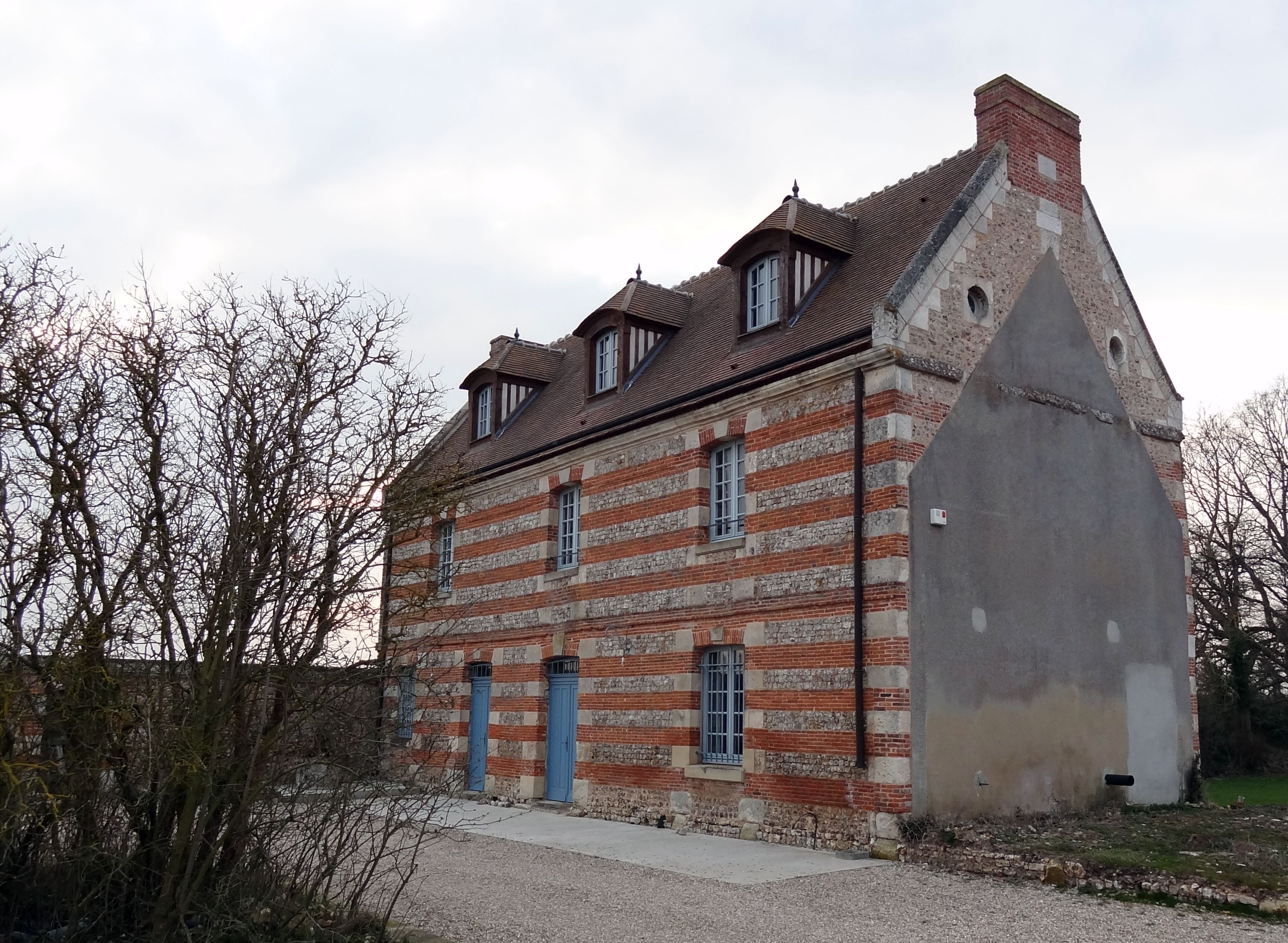
La maison du régisseur.

### Patrimoine naturel
- L'if funéraire situé dans l'ancien cimetière de Sainte-Colombe-la-Campagne,  Site classé (1926)[28].

### Personnalités liées à la commune
- Richard d'Harcourt (1085-1162), seigneur de Renneville, chevalier du Temple, fondateur de la commanderie de Saint-Étienne-de-Renneville vers 1150
- Le maire d'Évreux entre 1883 et 1896, Henry Alphonse Ducy, est né à Sainte-Colombe le 28 septembre 1846[29].

### Héraldique
| Blason de Sainte-Colombe-la-Commanderie | Blason  | Parti: au 1) de gueules à deux léopards d'or, armés et lampassés d'azur, l'un au-dessus de l'autre et entre deux fasces d'or et au chef d'argent chargé d'une croisette pattée de gueules, au 2) d'argent à une croix de Malte de sable et au chef d'azur chargé d'une colombe essorante d'argent. |
| Blason de Sainte-Colombe-la-Commanderie | Détails | Les deux léopards d'or rappellent les armoiries de la Normandie. Créé par JF Binon. Sur PanneauPocket 2023. |